# Cabo Não
O Cabo Não ou Cabo do Não, actual Cabo Chaunar, também conhecido como Cabo Nun, Cabo Noun e Cabo Nant, é um cabo situado na costa atlântica do noroeste de África, no sul de Marrocos, entre Tarfaya e Sidi Ifni. Até ao século XV era considerado intransponível por europeus e muçulmanos, o que originou o seu nome.
Os navegadores genoveses do século XIII, Vandino e Ugolino Vivaldi poderão ter navegado até este cabo antes de se perderem no mar. Foi chamado de "Cabo Não", "cabo Non" ou "Nam" pelos navegadores portugueses do século XV, por ser considerado o "non plus ultra" além do qual a navegação seria impossível. "Quem o passa tornará ou não" escreveu o navegador italiano Alvise Cadamosto em "Navigazione".
Desde 1417 navios de exploração foram enviados pelo Infante D. Henrique, que viajaram 180 milhas para além do Cabo Não até ao Cabo Bojador, então considerado o limite sul do mundo, que se estendia pelo "mar tenebroso" (do latim Mare Tenebrarum ou Mare Tenebrosum, Bahr al-Zulumat em árabe, o nome medieval por que era conhecido o Oceano Atlântico, inacessível aos marinheiros da época. 